# گدم‌آباد
گدم‌آباد، روستایی از توابع بخش مرکزی شهرستان گنبد کاووس در استان گلستان ایران می‌باشد. این روستاجزو  شهرستان گنبد کاووس بوده وتوسط رودخانه گرگان ازشهرگنبدکاووس جدا می‌شود درضمن شهر باشهرستان فرق دارد.

## جمعیت
روستای گدم آباد در دهستان سلطانعلی قرار داشته و براساس سرشماری سال ۱۳95جمعیت آن 8250نفر (۱٬۱۲۷خانوار) بوده‌است.